# Ficus cupulata
Ficus cupulata är en mullbärsväxtart som beskrevs av Henry Haselfoot Haines. Ficus cupulata ingår i släktet fikonsläktet, och familjen mullbärsväxter. Inga underarter finns listade i Catalogue of Life.